# Szechuanosaurus
 (octobre 2017).
Si vous disposez d'ouvrages ou d'articles de référence ou si vous connaissez des sites web de qualité traitant du thème abordé ici, merci de compléter l'article en donnant les références utiles à sa vérifiabilité et en les liant à la section « Notes et références ».
Genre
Espèces de rang inférieur
- † S. campi Young, 1942 (type)
- † S. zigongensis Gao, 1993

Szechuanosaurus, signifiant « lézard du Szechuan », est un genre éteint de dinosaures sinraptoridés ayant vécu au Jurassique supérieur et découvert dans la formation géologique de Shaximiao. Ce dinosaure vivait en Chine à l'Oxfordien et au Tithonien.

## Description
Il est de taille semblable à Allosaurus avec un poids de 1 000 à 1 500  kg et une longueur de 8 mètres.

## Liste des espèces
Il existe deux espèces de Szechuanosaurus nommées: S. campi (nommé par Chung Chien Young en 1942 pour des dents isolées; des squelettes partiels ont été aussi retrouvés) et S. zigongensis (nommé par Gao en 1993 pour un squelette presque complet). Certains paléontologues estiment que Szechuanosaurus est un nomen dubium car il n'est pas sûr que le matériel trouvé n'appartienne pas à d'autres genres.